# Павел I Константинополски
Павел Изповедник пренасочва насам.  За светеца от IX век вижте Павел Плусиадски.
Павел I Константинополски или Изповедник (на гръцки: Άγιος Παύλος Α' ο Ομολογητής, Павлос, на латински: Paulus, Паулус) е християнски прелат от IV век, три пъти епископ на Константинопол. Защитник на никейското православие срещу арианите, Павел е удушен по време на третото си изгнание в Кападокия и е обявен за светец от Християнската църква, като Православната чества паметта му на 6 ноември.

## Биография

### Първи епископат
Павел е роден в македонския град Солун, Римската империя. Заминава за Константинопол, където става презвитер и нотариус и секретар на възрастния архиепископ Александър I Константинополски. След смъртта на Александър в 337 година в града избухва конфликт между никейската и арианската партии. Никейците надделяват и за архиепископ е ръкоположен Павел от намиращите се в града епископи в църквата „Света Ирина“.
По време на тези събития императорът арианин Констанций II отсъства от града. След завръщането си, Констанций II свиква събор на арианските епископи, който обявява Павел за негоден да заема архиепископската катедра, заточва го и на негово място, вместо лидера на арианската партия в града Македоний, избира Евсевий Никомидийски. Смята се, че това се случва в 338 година.

### Втори епископат
Смъртта на Евсевий в 341 година отново води до сблъсък между двете партии. Павел се завръща и веднага е възстановен на престола от никейците в църквата „Света Ирина“. Теогнид Никейски, Марис Халкидонски, Теодор Ираклийски, Урзакий Сингидонски, Валент Мурсийски ръкополагат Македоний в църквата „Свети Павел“. Сблъсъците между двете партии прерастват във всеобщо насилие и императорът от Антиохия е принуден за изпрати кавалерийския генарал Хермоген да изгони отново Павел. Войската е посрещната с насилие, къщата, в която е отседнал Хермоген е запалена, той е убит и тялото му е влачено из града.
След като научава за тези събития, Константий веднага напуска Антиохия и заминава за Константинопол. Жителите на града обаче го посрещат на колене в сълзи и Константий се задоволява с намаляване наполовина на ежедневната доставка на жито за града и повторно изгонване на Павел. Македоний е обвинен за участието си в безредиците и за това, че се е оставил да бъде ръкоположен без императорска санкция, но в крайна сметка арианството триумфира. На Македоний е позволено да служи в „Свети Павел“, а Павел е изгонен.

### Трети епископат
Павел заминава за Рим, където са намерили убежище никейските епископи Атанасий Александрийски, Маркел Анкарски, Асклепий Газки и Люций Одрински, изгонени от катедрите си. Римският папа никеец Юлий I разглежда внимателно случаите им, установява, че те следват плътно никейското верою, допуска ги до причастие ги връща обратно с писма до източните епископи. Атанасий и Павел си връщат катедрите, а източните епископи отказват да послушат съвета на папата.
Констанций, който отново е в Антиохия, разгневен от избора на константинополци, заповядва на намиращия се в Антиохия префект на Изтока Филип да изгони Павел и да възстанови Македония. Филип без да обявява публично заповедите си, за да не възбуди бунт и да бъде сполетян от съдбата на Хермоген, вика на среща Павел в баня на брега на Босфора и там тихомълком го арестува и натоварва на кораб за Солун, като му казва, че му позволява да посещава Илирик и отдалечените провинции, но му забранява да стъпва на Изток. Павел обаче е окован и откаран в Сингара в Месопотамия, оттам в Емеса и накрая в Кикисос в Армения, където е удушен.
Годината на смъртта му е 336 или 340.